# Maxilly-sur-Léman
Maxilly-sur-Léman település Franciaországban, Haute-Savoie megyében. Lakosainak száma 1519 fő (2022. január 1.). Maxilly-sur-Léman Lugrin, Neuvecelle és Saint-Paul-en-Chablais községekkel határos.

## Népesség
A település népességének változása:
| Lakosok száma | 1330 | 1315 | 1398 | 1414 | 1464 | 1453 | 1451 | 1508 | 1519 |
|               | 2013 | 2015 | 2016 | 2017 | 2018 | 2019 | 2020 | 2021 | 2022 |